# 河野通重 (権右衛門)
河野 通重（こうの みちしげ）は、江戸時代前期の江戸幕府旗本。河野盛政の子で、通称は権右衛門。御鉄炮頭を務め、1500石を知行した。

## 生涯
天正12年（1584年）、武田家旧臣で徳川家の家臣となっていた河野盛政の二男として生まれる。駿府において徳川家康に召し出され、小姓として仕えたという。
慶長年中（1596年 - 1615年）、争論の相手を殺害した秋元長八郎という者が通重を頼り、通重は秋元を伴って駿府から離れるという出来事があった。これによって通重は勘気を受け、蟄居させられた。慶長20年/元和元年（1615年）の大坂夏の陣では、5月6日の若江の戦いにおいて井伊直孝勢の先手（先鋒）に加わり、傷を負いながらも奮戦して一番首を挙げた。本多正純を介して首を奉ったところ、先手の戦いぶりについて下問があり、通重は詳細に言上した。これを受けて父親の河野盛政が呼び出され（盛政は家康本陣に従っていた）、勘気がゆるされた。凱旋後、蔵米300俵を給されて大番となった。
寛永2年（1625年）、蔵米が知行に改められるとともに知行地が加増され、上総国・下総国内で400石の知行取りとなった。寛永3年（1626年）11月には御鉄炮頭にすすみ、徒同心30人を預けられる。寛永6年（1629年）には上総国山辺郡・武射郡において新恩600石を与えられる。寛永9年（1632年）7月には与力5騎が預けられる。寛永10年（1633年）12月27日には甲斐国八代郡・山梨郡において500石が加増され、都合1500石を知行することとなった。
しかし正保4年（1647年）、徳川家光が小石川辺で鷹狩（放鷹）を行った際に、河野通重・大久保正信（権右衛門）の配下の同心たちが、町人に家を貸して商売を行わせていたことが見とがめられた。さきに同様の事件があり厳禁されていたことであり、5月6日に通重は閉門処分を受け、同心たちは追放された。慶安元年（1648年）6月に勘気は解かれ、慶安2年（1649年）8月26日に鉄炮頭の職に復帰した。
慶安3年（1650年）9月3日、徳川家綱附きとなる。慶安4年（1651年）5月13日死去、68歳。長男の通利（庄左衛門あるいは勝左衛門）は父に先立っており、二男の河野通定（通成）が家督を継いだ。通定の家督継承に際して、三男の通賢に300石が分知されている。